# Hôtel de Monfrand
L’hôtel de Monfrand ou encore hôtel de Sèze et de Monfrand ou encore Rousseau de Monfrand est un hôtel particulier situé à Laval, dans le département de la Mayenne. L'hôtel est situé 21, 23, 25 rue du Hameau à Laval, sur le chemin qui conduisait le plus rapidement à Château-Gontier.

## Histoire
Il appartient à l’origine à une famille de négociants de Laval, les Duchemin, puis passe ensuite à la famille Rousseau de Monfrand.
Lors de la Révolution française, l'hôtel sert d’asile au général Louis de Salgues de Lescure lors du passage de l'Armée catholique et royale de Vendée en 1793. Soigné par son chirurgien Louis-Jean-Baptiste-Étienne Baguenier Desormeaux, il y salue, malgré sa blessure, l’armée vendéenne, qui défile sous sa fenêtre durant quatre heures.
L'hôtel devient ensuite la résidence de Nicolas Harmand, premier préfet de la Mayenne.
La demeure appartient à un moment au Vicomte d'Aboville. Ce dernier fait inscrire sur une plaque en marbre : Ancien hôtel de Monfrand ici Le Général vendéen Louis-Marie de Lescure mortellement blessé a été soigné du 23 octobre au 2 novembre 1793.
Ce bâtiment fait l’objet d’une inscription au titre des monuments historiques depuis le 21 septembre 1983, inscription confirmée par l'arrêté du 26 janvier 2023.